# Gobiosoma longipala
Gobiosoma longipala és una espècie de peix de la família dels gòbids i de l'ordre dels perciformes.

## Morfologia
Els mascles poden assolir els 5 cm de longitud total.

## Distribució geogràfica
Es troba a Nord-amèrica: des del sud-oest de Florida fins a Mississipi.